# Garamsálfalva
Garamsálfalva (szlovákul: Šalková) Besztercebánya városrésze, egykor önálló község Szlovákiában, a Besztercebányai kerületben.

## Fekvése
A városközponttól 6 km-re keletre, a Garam partján fekszik.

## Története
Régi magyar neve „Saulfalva” volt.
A 18. század végén Vályi András így ír róla: „SALKOVA. Tót falu Zólyom Várm., földes Ura a’ Liptsei B. Kamara, lakosai katolikusok, fekszik Szeletzhez nem meszsze, mellynek filiája; határja sovány.”
Fényes Elek 1851-ben kiadott geográfiai szótárában így ír a településről: „Salkova, tót falu, Zólyom vgyében, a Garan folyó mellett, völgyben; ut. postája Beszterczebánya. Egész urb. telek 9 1/2, erdő 637 hold; majorsági birtok semmi. Földje közép termékenységű, s jó években tiszta buzát is megterem, len szinte termesztetik. Szarvasmarhát és juhot tenyésztenek. Lakja 229 kath., 172 evang. Garan folyón kivül van egy malmot hajtó hegyi patakja. Hegyei nincsenek, csak kisszerü dombjai. Birja a kamara.”
1910-ben 556, túlnyomórészt szlovák lakosa volt. 1920 előtt Zólyom vármegye Besztercebányai járásához tartozott.